# Borax-Kartell
Das Borax-Kartell war ein geheimes Weltmonopol für den Handel von Borax.

## Allgemein
Die gesamte Boraxproduktion stammte aus dem Gebiet des Lake Brines in der Mojave-Wüste. Borax war eine für die Kriegsführung wichtige Chemikalie. Folgende 7 Firmen bildeten das Kartell:
- American Potash & Chemical Corporation
- Borax Consolidated Ltd.
- Pacific Coast Borax
- U.S. Borax Companies
- Goldfields American Development Co. Ltd.
- Elephant Borax Corporation of New York
- Borax and Chemicals Ltd. in London

Das Kartell beherrschte 100 % des Weltmarktes, wobei die American Potash & Chemical 90 % der Produktion beherrschte. Am 20. Oktober 1942 stellte die Alien Property Custodian (Aufsicht für feindliches Vermögen) fest, dass sich seit 1929 90 % der American Potash & Chemical, getarnt über die niederländische Strohfirma Hope & Co, in deutschem Besitz befand.
Am 14. September 1944 wurde gegen sie Anklage wegen Verstoßes gegen den Sherman Antitrust Act erhoben. Am 16. August 1945 erfolgte das Urteil das dem Kartell ein Ende setzte. Das Gericht untersagte Vereinbarungen in der Borax-Industrie und die Angeklagten wurden unter Überwachung gestellt.